# Chválkov (stacja kolejowa)
Chválkov – stacja kolejowa w miejscowości Chválkov, w kraju Wysoczyna, w Czechach. Znajduje się na linii 228 Jindřichův Hradec – Obrataň, na wysokości 666 m n.p.m..  

## Linie kolejowe
- 228: Jindřichův Hradec – Obrataň